# Atenció
L'atenció o concentració és la selecció de determinats estímuls de l'exterior en el moment de la percepció, destinant més recursos cognitius a la seva elaboració. Inclou una sèrie de fenòmens que es donen de forma simultània al cervell. Si l'atenció augmenta de forma intensiva la concentració sobre l'estímul s'anomena alerta i sorgeix de forma instintiva davant possibles perills.
L'atenció dona un significat a allò percebut i ordena la informació provinent dels sentits de forma jeràrquica de manera que la ment la pugui elaborar. Es relaciona amb la memòria, ja que aquesta aporta el context per fer significatiu allò percebut i alhora cal atenció per poder retenir una dada. Per aquest motiu el seu estudi és clau per a la pedagogia i la psicologia.

## Tipus d'atenció
Els tipus d'atenció han sorgit de l'àmbit clínic, ja que enumeren les activitats que pot fer un individu en sortir d'un coma:
- Atenció focalitzada: es pot respondre discretament a l'estímul físic extern (ex: girar el cap en sentir un soroll)
- Atenció sostinguda: es pot mantenir la concentració en una activitat perllongada (ex: escoltar una classe)
- Atenció selectiva: es pot seleccionar un element de la resta i ignorar les distraccions (ex: memoritzar)
- Atenció alternant: es pot canviar la focalització segons els requeriments d'una tasca (ex: endreçar una habitació)
- Atenció dividida: es pot respondre de manera adequada a diverses tasques simultànies (ex: atendre diversos alumnes per part del professor)

## Factors que condicionen l'atenció

### Factors externs
- Potència de l'estímul (ex: un soroll fort atreu l'atenció de forma més immediata que un de molt fluix)
- canvi (ex: una interferència a la ràdio atreu l'atenció perquè canvia l'estímul)
- repetició (ex: una tornada d'una cançó s'acaba fixant a la memòria)
- estructura (ex: és més senzill buscar una informació en un esquema que en una llista caòtica)

### Factors interns
- motivació (ex: es llegeix amb més atenció una novel·la que un fulletó comercial)
- necessitats del moment (ex: la persona que té set, és més sensible als estímuls relacionats amb la beguda)
- connexió (ex: es copsa millor allò que té a veure amb el que s'estava pensant que el desconnectat, en relació amb l'aprenentatge significatiu)